# Acmana camptogramma
Acmana camptogramma là một loài bướm đêm trong họ Erebidae.